# Daytime Divas
 (septembre 2017).
Si vous disposez d'ouvrages ou d'articles de référence ou si vous connaissez des sites web de qualité traitant du thème abordé ici, merci de compléter l'article en donnant les références utiles à sa vérifiabilité et en les liant à la section « Notes et références ».
Daytime Divas est une série télévisée américaine satirique de comédie dramatique en dix épisodes de 40 minutes développée par Amy et Wendy Engelberg (en), basée sur le livre Satan's Sisters par l'ancien co-animateur de The View, Star Jones, et diffusée entre le 5 juin et le 31 juillet 2017 sur VH1.
Cette série est inédite dans tous les pays francophones.

## Synopsis
Maxine est la créatrice et présentatrice d'un talk-show americain populaire de télévision appelé The Lunch Hour. Elle est également entourée de quatre membres dans son équipe, Mo, Kibby, Nina et Heather. Sur le plateau et pour le public, ce sont de grandes amies mais dans les coulisses, elles vivent dans un monde de lutte de pouvoir et de super-égos. Pendant ce temps, l'ancienne assistante de Maxine, Anna, revient en tant que journaliste d'un grand magazine, dans l'intention d'exposer la vérité sur Maxine.

## Distribution

### Acteurs principaux
- Vanessa Lynn Williams : Maxine Robinson, la créatrice du show et l'une des plus grandes personnalités de la télévision américaine. Elle est la mère de Shawn.
- Chloe Bridges : Kibby Ainsley, une ancienne star enfant et toxicomane en rétablissement qui est l'une des co-animatrices.
- Camille Guaty : Nina Sandoval, une journaliste d'enquête ayant gagné le prix Pulitzer et l'une des co-animatrices.
- Fiona Gubelmann : Heather Flynn-Kellogg, une croyante conservatrice et l'une des co-animatrices.
- McKinley Freeman : Shawn Robinson, le fils de Maxine.

### Acteurs secondaires
- Tichina Arnold : Mo Evans, une comédienne excentrique et co-animatrices.
- Norm Lewis : William Tomas, portier de Maxine connaissant ses sombres secrets.
- Tammy Blanchard : Sheree Ainsley, mère de Kibby.
- Niko Pepaj : Léon, un assistant de production ambitieux.
- Sarah Mack : Ramona Davies, Une assistante de production.
- Rich McDonald : Brad Kellogg, Le mari de Heather et un conducteur de voiture de course.
- Adam J. Harrington (en) : Jason Abel, le président du réseau.
- Kristen Johnston : Anna Crouse, ancienne assistante de Maxine.
- Ness Bautista : Andrew Welle, le mari de Nina.
- Scott Evans : Julian, un entraîneur soviétique qui aide Kibby à garder sa vie sur la bonne voie.
- Richard T. Jones : Ben Branson

## Production
En février 2016, VHA donne son accord pour la série. Deux semaines plus tard, Vanessa Lynn Williams décroche le rôle principal.
En août 2016, Tichina Arnold, Chloe Bridges, Camille Guaty, Fiona Gubelmann et McKinley Freeman sont annoncées à la distribution, suivi de Niko Pepaj, et en novembre de Kristen Johnston et Norm Lewis, Richard T. Jones, Tammy Blanchard et Ness Bautista.
Le 1er novembre 2017, la série est annulée.

## Épisodes
| №  | Titre                    | Réalisation          | Scénario                              | Diffusion originale | Audience (en millions) |
| -- | ------------------------ | -------------------- | ------------------------------------- | ------------------- | ---------------------- |
| 1  | Pilot                    | J. Miller Tobin (en) | Amy et Wendy Engelberg (en)           | 5 juin 2017         | 1.28                   |
| 2  | Coma Bump                | Michael Grossman     | Chris Alberghini (en)                 | 12 juin 2017        | 1.02                   |
| 3  | Blind Items              | Tamra Davis          | Mike Chessler                         | 19 juin 2017        | 1.11                   |
| 4  | Shut it Down             | Michael Lange        | Jon Kinnally (en) et Tracy Poust (en) | 26 juin 2017        | 0.92                   |
| 5  | Baby Daddy Drama         | Michael Grossman     | Davah Avena                           | 3 juillet 2017      | 0.80                   |
| 6  | We Are Family            | Bille Woodruff       | Ryan O'Connell                        | 10 juillet 2017     | 1.13                   |
| 7  | Truth's a Mutha          | Dwight H. Little     | Thembi Banks et Rochee Jeffrey        | 17 juillet 2017     | 1.08                   |
| 8  | And the Loser Is…        | J. Miller Tobin      | Jon Kinnally et Tracy Poust           | 24 juillet 2017     | 1.01                   |
| 9  | Whose Show Is It Anyway? | Lev L. Spiro (en)    | Mike Chessler et Chris Alberghini     | 31 juillet 2017     | 1.00                   |
| 10 | Lunch Is on Us           | Peter Lauer (en)     | Amy Engelberg et Wendy Engelberg      | 31 juillet 2017     | 0.65                   |